# Distrito electoral federal 7 de la Ciudad de México
El VII Distrito Electoral Federal de Ciudad de México es uno de los 300 Distritos Electorales en los que se encuentra dividido el territorio de México y uno de los 24 en los que se divide Ciudad de México. Su cabecera es la Alcaldía Gustavo A. Madero. 
Desde la redistritación de 2005 está formado por el sector sureste de la Alcaldía Gustavo A. Madero. Abarca la zona que va desde la Avenida Talismán hasta el Río Consulado a la altura del Metro Oceanía, la avenida 608 y el Bosque de Aragón

## Distritaciones anteriores
El VII Distrito de Ciudad de México (entonces Distrito Federal) surgió en 1857 para la conformación de la I Legislatura del Congreso de la Unión, con Domingo Pérez Fernández como primer diputado federal por este distrito.

### Distritación 1978 - 1996
Para la distritación de mayo de 1978, vigente hasta 1996, el VII Distrito se ubicó dentro del territorio de la delegaciones Benito Juárez y Cuauhtémoc.

### Distritación 1996 - 2005
El VII Distrito se establece en la delegación Gustavo A. Madero formado por 172 secciones.

### Distritación 2005 - 2017
Su territorio se extiende sobre la misma delegación. Las secciones incorporadas se incrementan a 222.

## Diputados por el distrito
| Diputado                     | Diputado                         | Grupo parlamentario          | Legislatura    | Periodo     |
| ---------------------------- | -------------------------------- | ---------------------------- | -------------- | ----------- |
|                              | Domingo Pérez Fernández          |                              | I              | 1857 - 1861 |
| Sin representación distrital | Sin representación distrital     | Sin representación distrital | II             | 1861 - 1863 |
|                              | Eduardo Arteaga                  |                              | III            | 1863 - 1865 |
|                              | Juan García Brito                |                              | IV             | 1867 - 1868 |
|                              | Manuel Joaquín B. Saavedra       |                              | V              | 1869 - 1871 |
| Vacante                      | Vacante                          | Vacante                      | VI VII VIII    | 1871 - 1878 |
|                              | Antonio Carbajal                 |                              | IX             | 1878 - 1880 |
|                              | Francisco Martínez               |                              | X              | 1880 - 1882 |
|                              | Pedro Rincón Gallardo y Terreros |                              | XI XII         | 1882 - 1886 |
|                              | Antonio Carbajal                 |                              | XIII           | 1886 - 1888 |
|                              | José María Gamboa                |                              | XIV            | 1888 - 1890 |
|                              | Guillermo Pérez                  |                              | XV             | 1890 - 1892 |
|                              | Trinidad García                  |                              | XVI XVII XVIII | 1892 - 1898 |
|                              | José María Gamboa                |                              | XIX XX         | 1898 - 1902 |
|                              | Francisco Sosa Escalante         |                              | XXI XXII       | 1902 - 1906 |
| Vacante                      | Vacante                          | Vacante                      | XXIII          | 1906 - 1908 |
|                              | Andrés Sánchez Juárez            |                              | XXIV XXV       | 1908 - 1912 |
|                              | Silvestre Anaya                  |                              | XXVI           | 1912 - 1914 |
|                              | Rafael L. de los Ríos            |                              | Constituyente  | 1916 - 1917 |
|                              | Luis I. Mata                     |                              | XXVII          | 1917 - 1918 |
|                              | Guillermo S. Cordero             | PLN                          | XXVIII         | 1918 - 1920 |
|                              | Ernesto Aguirre Colorado         |                              | XXIX           | 1920 - 1922 |
|                              | Antonio Valadéz Ramírez          |                              | XXX            | 1922 - 1924 |
|                              | Miguel Yépez Solórzano           |                              | XXXI           | 1924 - 1926 |
|                              | Genaro V. Vásquez                |                              | XXXII          | 1926 - 1928 |
|                              | Alfonso Romandía Ferreira        | PO                           | XXXIII         | 1928 - 1930 |
|                              | Cosme Mier Riva-Palacio          |                              | XXXIV          | 1930 - 1932 |
|                              | Samuel Villarreal Jr.            |                              | XXXV           | 1932 - 1934 |
|                              | José María Oceguera              |                              | XXXVI          | 1934 - 1937 |
|                              | Fernando Amilpa                  |                              | XXXVII         | 1937 - 1940 |
|                              | Alejandro Carrillo Marcor        |                              | XXXVIII        | 1940 - 1943 |
|                              | Pedro Téllez Vargas              |                              | XXXIX          | 1943 - 1945 |
|                              | Francisco Mallorca               | 1945 - 1946                  | XXXIX          |             |
|                              | Juan Gutiérrez Lascuráin         |                              | XL             | 1946 - 1949 |
| Vacante                      | Vacante                          | Vacante                      | XLI            | 1949 - 1952 |
|                              | Mariano Ardonica Burgos          |                              | XLII           | 1952 - 1955 |
|                              | Ricardo Velázquez Vázquez        |                              | XLIII          | 1955 - 1958 |
|                              | Manuel Moreno Cárdenas           |                              | XLIV           | 1958 - 1961 |
|                              | Guillermo Solórzano Gutiérrez    |                              | XLV            | 1961 - 1964 |
|                              | Carlos Sánchez Dosal             |                              | XLVI           | 1964 - 1967 |
|                              | Jorge Durán Chávez               |                              | XLVII          | 1967 - 1970 |
|                              | Jaime Fernández Reyes            |                              | XLVIII         | 1970 - 1973 |
|                              | Jorge Durán Chávez               |                              | XLIX           | 1973 - 1976 |
|                              | María Elena Marqués              |                              | L              | 1976 - 1979 |
|                              | David Reynoso                    |                              | LI             | 1979 - 1982 |
|                              | José de Jesús Fernández Alatorre |                              | LII            | 1982 - 1985 |
|                              | Javier Garduño Pérez             |                              | LIII           | 1985 - 1988 |
|                              | José Antonio Fernández Sánchez   |                              | LIV            | 1988 - 1991 |
|                              | Julio Alemán                     |                              | LV             | 1991 - 1994 |
|                              | Jorge Efraín Moreno Collado      |                              | LVI            | 1994 - 1997 |
|                              | Aarón Quiroz Jiménez             |                              | LVII           | 1997 - 2000 |
|                              | Mario Reyes Oviedo               |                              | LVIII          | 2000 - 2003 |
|                              | Iván García Solís                |                              | LIX            | 2003 - 2006 |
|                              | Juan N. Guerra                   |                              | LX             | 2006 - 2009 |
|                              | Nazario Norberto Sánchez         |                              | LXI            | 2009 - 2012 |
|                              | Claudia Elena Águila Torres      |                              | LXII           | 2012 - 2015 |
|                              | María Chávez García              |                              | LXIII          | 2015 - 2018 |
|                              | Beatriz Rojas Martínez           |                              | LXIV LXV       | 2018 - 2024 |
|                              | Juan Guillermo Rendón Gómez      |                              | LXVI           | 2024 -      |

## Resultados electorales

### 2021
|  | 43.11 % |

|  | 41.39 % |

|  | 3.12 % |

|  | 2.50 % |

|  | 2.14 % |

|  | 1.87 % |

|  | 1.65 % |

|  | 0.94 % |

|  | 3.16 % |

|  | 0.11 % |

|  | 100 % |

|  | 51.09 % |

### 2018
|  | 51.4083 % |

|  | 30.7754 % |

|  | 8.6726 % |

|  | 3.9875 % |

|  | 1.6696 % |

|  | 0.2071 % |

|  | 3.2791 % |

|  | 100.00 % |

### 2009
|  | 17.50 % |

|  | 20.37 % |

|  | 24.65 % |

|  | 8.91 % |

|  | 12.10 % |

|  | 3.65 % |

|  | 1.85 % |

|  | 0.38 % |

|  | 10.58 % |

|  | 100.00 % |